# School 2021
 (décembre 2021).
School 2021 (hangeul : 학교 2021 ; RR : Hakgyo 2021) est une série télévisée sud-coréenne. La série a été diffusée sur KBS 2TV du 24 novembre 2021.

## Synopsis
Des camarades d'école s'entraident pour surmonter les obstacles qui se présentent en empruntant un chemin moins choisi. Dans le cours, ils apprennent des leçons inestimables sur la vie, l'amour et l'amitié.

## Distribution

### Acteurs principaux
- Kim Yo-han : Gong Ki-joon
  - Moon Woo-jin : Ki-joon, jeune
- Cho Yi-hyun : Jin Ji-won
  - Park Ye-rin : Ji-won, jeune
- Choo Young-woo (en) : Jung Young-joo
- Hwang Bo-reum-byeol : Kang Seo-young
- Jeon Seok-ho : Lee Kang-hoon

### Acteurs secondaires

#### Les enseignants
- Kim Kyu-seon : Song Chae-rin
- Lee Ji-ha (en) : Goo Mi-hee
- Kim Min-sang : Lee Han-soo
- Park Geun-rok : Shin Chul-min
- Shin Cheol-jin (en) : Oh Jang-seok
- Go Eun-min : Kim Young-na
- Im Jae-geun : Yeo three-yeol

#### Les familles
- Park In-hwan (en) : Gong Young-soo
- Kim Soo-jin (en) : Jo Young-mi
- Jo Seung-yeon : Jin Deok-gyu
- Kim Ye-ji : Jin Jin-soo
- Seo Jae-woo : Chul-Joo Jeong
- Jo Ryeon : Kim Seon-ja

## Production

### Fiche technique
- Titre original : 학교 2021
- Titre international : School 2021
- Réalisation : Kim Min-tae
- Scénario : Jo Ah-ra, Dong Hee-sun
- Production : Jeong Seung-woo, Lee Ji-yong, Kim Dong-rae

Production déléguée : Lee Jeong-mi (KBS Drama Management Team)
- Sociétés de production : Kings Land, RaemongRaein
- Société de distribution : KBS (Corée du Sud)
- Pays d'origine :  Corée du Sud
- Langue originale : coréen
- Format : couleur - HD 1080i - Dolby Digital
- Genre : Teen, Comédie, Romance
- Durée : 70 minutes
- Dates de diffusion :
  - Corée du Sud : 24 novembre 2021 sur KBS